# Tokyo Motor Show

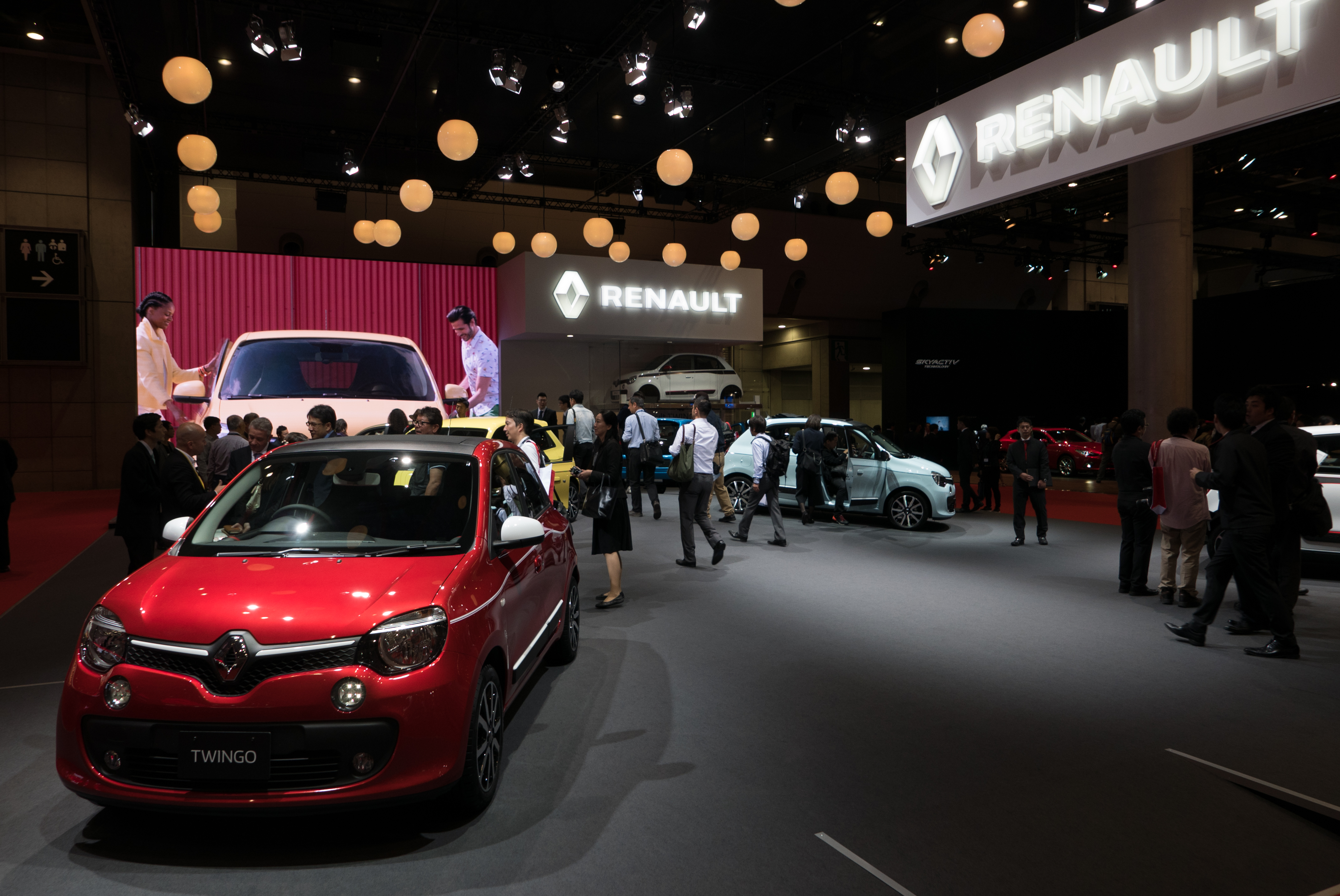
Tokyo Motor Show, 2015

Tokyo Motor Show (japanska: 東京モーターショー) är en av världens ledande bilmässor och arrangeras vartannat år i Tokyo i Japan. Mässan har historiskt sett varit en viktig plattform för japanska tillverkare att presentera nya modeller, konceptbilar och teknologiska innovationer.  

## Historik
Den första Tokyo Motor Show hölls 1954 under namnet All Japan Motor Show och fokuserade inledningsvis främst på kommersiella fordon och motorcyklar. Under 1960-talet började personbilar få större utrymme, och japanska tillverkare som Toyota, Nissan, Honda och Mazda använde mässan för att introducera nya modeller både för den inhemska och internationella marknaden.  
Under 1980- och 1990-talet blev Tokyo Motor Show känt för att visa upp futuristiska konceptbilar och teknologiska innovationer, särskilt inom bränslesnåla motorer och elektroniska styrsystem.  

### Minskad betydelse och framtid
Under 2000-talet har antalet utställare från internationella tillverkare minskat, eftersom vissa företag har valt att fokusera på andra marknader. Dessutom har digitala lanseringar och alternativa bilmässor ökat i popularitet.  
Tokyo Motor Show 2019 var den senaste stora upplagan innan mässan ställdes in 2021 på grund av covid-19-pandemin.
För att anpassa sig till förändringar i branschen meddelades det att evenemanget 2023 skulle omvandlas till Japan Mobility Show, med ett bredare fokus på transport och teknologi.

## Fokus och innovation
Tokyo Motor Show har ofta varit en arena för avancerad teknik, särskilt inom elbilar, hybridteknik och autonoma fordon. Japanska biltillverkare har använt mässan för att visa upp banbrytande konceptbilar som speglar framtidens mobilitet.  
Mässan har också haft en betydande roll för att lyfta fram kei car-segmentet, små och bränsleeffektiva bilar som är populära på den japanska marknaden.  